# Бенджамин (Техас)
Бенджамин (англ. Benjamin) — город в США, расположенный в северной части штата Техас, административный центр округа Нокс. По данным переписи за 2010 год число жителей составляло 258 человек, по оценке Бюро переписи США в 2018 году в городе проживало 200 человек.

## История

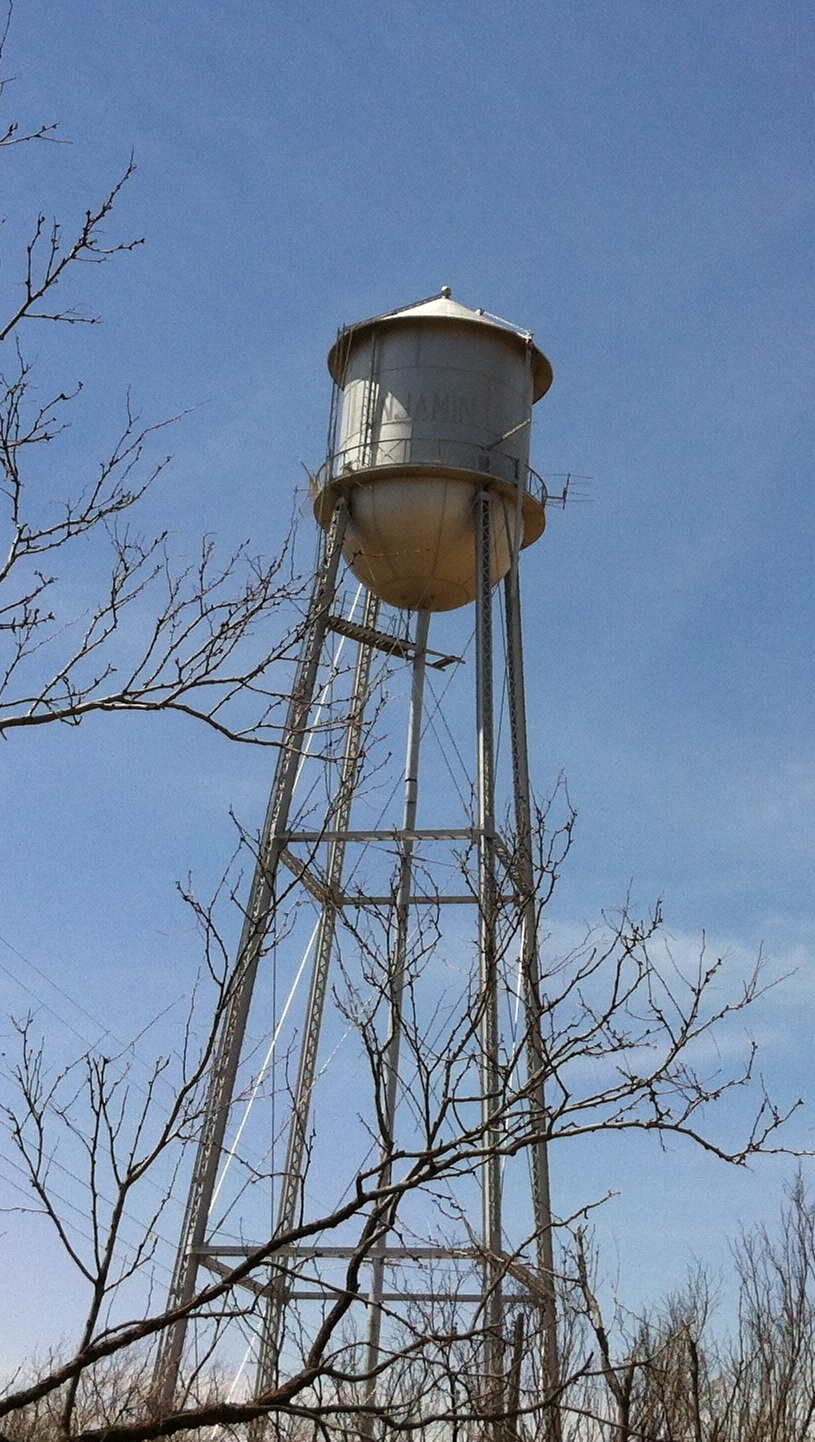
Водонапорная башня Бенджамина

Город был основан в 1885 году президентом и держателем контрольного пакета акций компании Wichita and Brazos Stock Company Хилори Бедфордом и назван в честь его сына Бенджамина, погибшего от удара молнии. Для того, чтобы стимулировать заселение города, Бедфорд выделил 40 акров земли под главную площадь и дал по 50 акров каждому из акционеров своей компании. Он также принимал активное участие в создании округа Нокс в 1886 году, административным центром которого стал Бенджамин. Почтовое отделение было открыто еще до основания города, когда были перевезены 12 домов из Уичито-Фолс. В 1886 году была открыта школа.
Бенджамин получил устав и начал формирование органов местного управления в 1928 году. Железная дорога Atchison, Topeka and Santa Fe Railway позволила городу стать транспортировочным центром региона. Основными источниками дохода города остаются сельское хозяйство, скотоводство и добыча нефти. В округе множество диких животных оленей и диких свиней, а также гусей, уток, голубей, перепелов, индеек. Город был одним из первых в штате, на дорогах которого появились знаки «Здесь ходят дикие свиньи».

## География
Бенджамин находится в центральной части округа, его координаты: 33°35′01″ с. ш. 99°47′35″ з. д..
Согласно данным бюро переписи США, площадь города составляет около 2,7 км2, полностью занятых сушей.

### Климат
Согласно классификации климатов Кёппена, в Бенджамине преобладает семиаридный климат умеренных широт (BSk).
| Показатель                    | Янв.  | Фев.  | Март  | Апр. | Май  | Июнь | Июль | Авг. | Сен. | Окт. | Нояб. | Дек.  | Год   |
| ----------------------------- | ----- | ----- | ----- | ---- | ---- | ---- | ---- | ---- | ---- | ---- | ----- | ----- | ----- |
| Абсолютный максимум, °C       | 31,7  | 33,9  | 38,9  | 40   | 45   | 47,8 | 45   | 43,9 | 43,9 | 41,1 | 32,8  | 29,4  | 47,8  |
| Средний суточный максимум, °C | 12,1  | 14,4  | 19,4  | 24,9 | 29,3 | 33,7 | 36,3 | 35,5 | 30,8 | 25,4 | 18,6  | 12,9  | 24,4  |
| Средняя температура, °C       | 4,8   | 7     | 11,6  | 17,2 | 21,9 | 26,7 | 29,1 | 28,2 | 23,8 | 17,9 | 11,2  | 5,7   | 17,1  |
| Средний суточный минимум, °C  | −2,5  | −0,4  | 3,7   | 9,3  | 14,5 | 19,6 | 21,9 | 21   | 16,8 | 10,3 | 3,7   | −1,5  | 9,7   |
| Абсолютный минимум, °C        | −18,9 | −21,1 | −14,4 | −6,1 | 2,8  | 2,8  | 12,2 | 12,8 | 3,3  | −2,8 | −10   | −23,3 | −23,3 |
| Норма осадков, мм             | 26    | 33    | 42    | 54   | 94   | 79   | 50   | 61   | 84   | 67   | 33    | 22    | 647   |
| Источник:                     |       |       |       |      |      |      |      |      |      |      |       |       |       |

## Население
Согласно переписи населения 2010 года в городе проживало 258 человек, было 97 домохозяйств и 68 семей. Расовый состав города: 93,4 % — белые, 1,2 % — афроамериканцы, 0 % — коренные жители США, 0 % — азиаты, 0 % (0 человек) — жители Гавайев или Океании, 3,1 % — другие расы, 2,3 % — две и более расы. Число испаноязычных жителей любых рас составило 20,9 %.
Из 97 домохозяйств, в 37,1 % живут дети младше 18 лет. 49,5 % домохозяйств представляли собой совместно проживающие супружеские пары (19,6 % с детьми младше 18 лет), в 14,4 % домохозяйств женщины проживали без мужей, в 6,2 % домохозяйств мужчины проживали без жён, 29,9 % домохозяйств не являлись семьями. В 26,8 % домохозяйств проживал только один человек, 17,5 % составляли одинокие пожилые люди (старше 65 лет). Средний размер домохозяйства составлял 2,55 человека. Средний размер семьи — 2,97 человека.
Население города по возрастному диапазону распределилось следующим образом: 31 % — жители младше 20 лет, 19,9 % находятся в возрасте от 20 до 39, 31,4 % — от 40 до 64, 17,8 % — 65 лет и старше. Средний возраст составляет 39 лет.
Согласно данным пятилетнего опроса 2018 года, средний доход домохозяйства в Бенджамине составляет 30 938 долларов США в год, средний доход семьи — 50 938 долларов. Доход на душу населения в городе составляет 17 706 долларов. Около 16,7 % семей и 17,8 % населения находятся за чертой бедности. В том числе 28,2 % в возрасте до 18 лет и 17,9 % в возрасте 65 и старше.

## Местное управление
Управление городом осуществляется мэром и городским советом, состоящим из пяти человек, один из которых назначается заместителем мэра.

## Инфраструктура и транспорт
Основными автомагистралями, проходящими через Бенджамин, являются:
- автомагистраль 82 США идёт с востока от Симор, на запад к Гатри.
- автомагистраль 6 штата Техас идёт с севера от Кроуэлла на юг к Олбани.
- автомагистраль 114 штата Техас совпадает с US 82 на участке от Симора до Гатри.

Ближайшими аэропортами, выполняющими коммерческие рейсы, являются муниципальный аэропорт Уичито-Фолс и региональный аэропорт в Абилине. Аэропорты находятся примерно в 145 километрах к востоку и в 150 километрах к югу от Бенджамина соответственно.

## Образование
Город обслуживается независимым школьным округом Бенджамин.

## Отдых и развлечения
В городе открыт мемориал ветеранов округа Нокс, в музее и культурном центре представлены экспозиции с историей округа и экспонаты ранних поселенцев Запада с коллекцией колючей проволоки. Тюрьма, построенная в 1887 году, до сих пор является частной резиденцией, а старый банк стоит рядом с офисом шерифа.
В Бенджамине располагается парк Мурхаус, рядом с городом находится пик, разделяющий водные бассейны реки Уичито, рядом с городом есть озеро Бенджамин.